# Enallopaguropsis
Enallopaguropsis is een geslacht van kreeftachtigen uit de klasse van de Malacostraca (hogere kreeftachtigen).

## Soorten
- Enallopaguropsis guatemoci (Glassell, 1937)
- Enallopaguropsis janetae McLaughlin, 1982
- Enallopaguropsis williamsi Lemaitre & McLaughlin, 2003